# Тополе (община Рогашка Слатина)
Вижте пояснителната страница за други значения на Тополе.
Тополе (на словенски: Topole) е село в Словения, Савински регион, община Рогашка Слатина. Според Националната статистическа служба на Република Словения през 2002 г. селото има 205 жители.